# David Dunlop
David Dunlop (22 dicembre 1859 – 3 settembre 1931) è stato un velista britannico.

## Palmarès

### Olimpiadi
- 1 medaglia:
  - 1 oro (Londra 1908 nella classe 12 metri)